# Schirrhoffen
Schirrhoffen – miejscowość i gmina we Francji, w regionie Grand Est, w departamencie Dolny Ren.
Według danych na rok 1990 gminę zamieszkiwało 516 osób, a gęstość zaludnienia wynosiła 819 osób/km² (wśród 903 gmin Alzacji Schirrhoffen plasuje się na 455. miejscu pod względem liczby ludności, natomiast pod względem powierzchni na miejscu 700.).